# Rosana Lanzelotte
Rosana de Saldanha da Gama Lanzelotte (Rio de Janeiro, 23 de junho de 1961) é uma cravista e pesquisadora brasileira. É considerada uma das principais cravistas do país, premiada pelo Conselho Estadual de Cultura do Rio de Janeiro com o "Golfinho de Ouro", em reconhecimento pelos seus esforços em prol da divulgação da cultura. Recebeu do governo francês, por sua vez, a comenda Chevalier da Ordem das Artes e Letras. Além de ser formada em piano pela Universidade Federal do Rio de Janeiro (UFRJ) e pós-graduada no Conservatório Real de Haia, na Holanda, sob a orientação de Jacques Ogg, Rosana possui ainda graduação em Engenharia elétrica e é mestre e doutora em Informática, ambos os títulos pela Pontifícia Universidade Católica do Rio de Janeiro (PUC-Rio).

## Biografia
Rosana iniciou seus estudos de piano aos cinco anos, vindo a graduar-se neste instrumento pela Universidade Federal do Rio de Janeiro (UFRJ). Foi estudando piano na Escola de Música da Universidade Federal do Rio de Janeiro (EMUFRJ) que teve seu primeiro contato com o cravo. Posteriormente, estudou com Jacques Ogg no Conservatório Real de Haia, Holanda, especializando-se em cravo e música barroca.
Começou sua carreira em 1974, com o grupo musical carioca Quadro Cervantes, que acompanhou até 1990. Na Europa, apresentou-se nas salas Wigmore Hall e Academy of St Martin in the Fields de Londres, no Palazzo Barberini de Roma e na seleta Fundação Gulbenkian de Lisboa.
Conhecida como musicista e pesquisadora/professora de informática, gravou seis CDs de cravo, visando difundir o instrumento em terras brasileiras, inclusive executando obras ainda inéditas no continente, desde composições de Johann Sebastian Bach, Joseph Haydn, e os trabalhos do compositor português Pedro António Avondano, que havia sido esquecido até mesmo em seu país, mas a cravista descobriu uma coleção de suas sonatas nas bibliotecas de Lisboa.
Desde que Rosana Lanzelotte deu continuidade ao impulso restaurador do cravo no Brasil (iniciado nos anos 1960 por Roberto de Regina), alguns compositores contemporâneos passaram a escrever diretamente para o cravo, o que resultou na seleção de obras modernas gravada em seu álbum O Cravo Brasileiro.

## Projetos

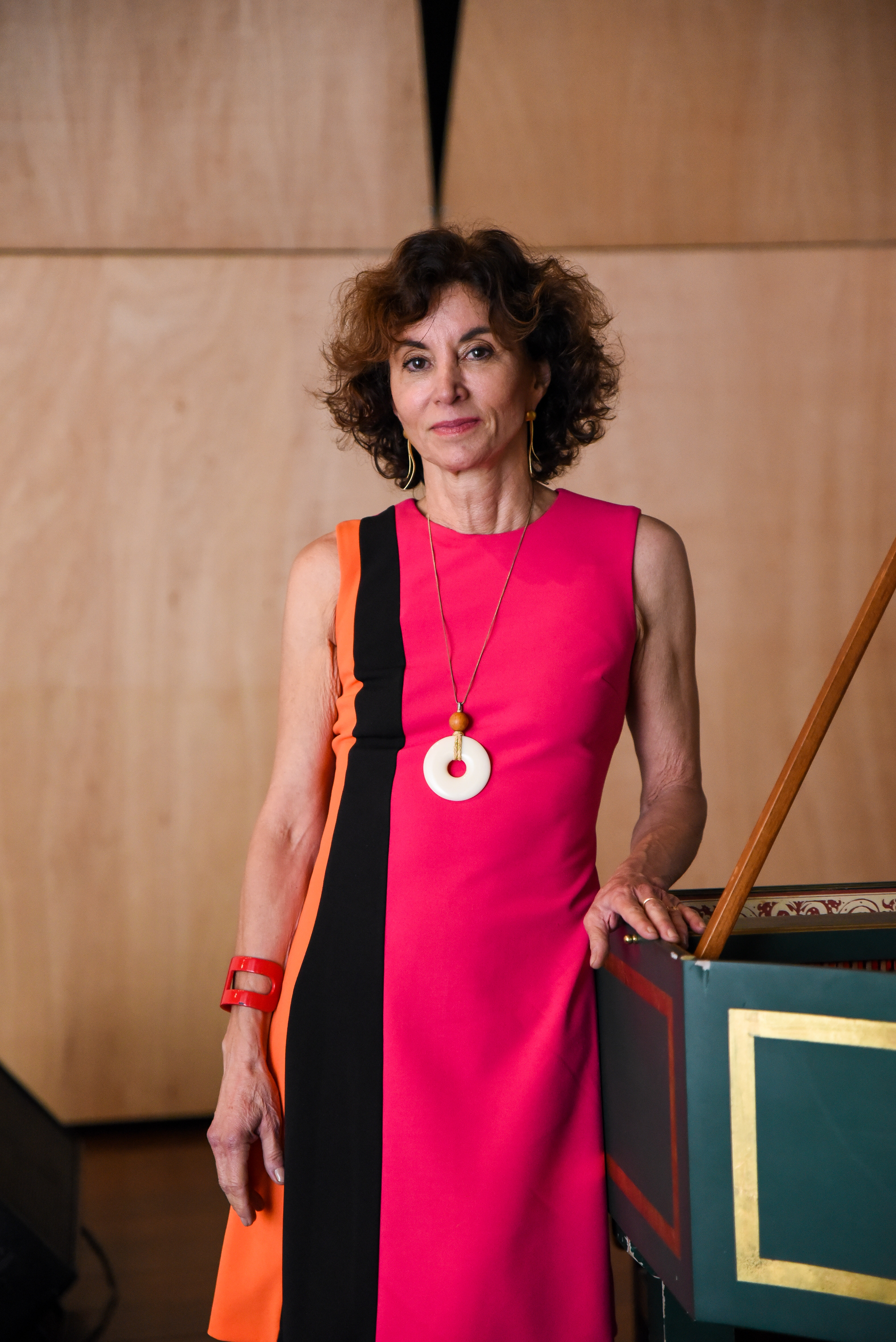
Rosana e seu instrumento na WikiCon 2022

### Música nas Igrejas
Desde 1993, Rosana dirige a série "Música nas Igrejas", com o apoio da Arquidiocese de São Sebastião do Rio de Janeiro e da Prefeitura Municipal, ao lado de Monsenhor D. Félix Ferrà, OSB, apresentando concertos onde artistas nacionais e internacionais tocam nas paróquias do Rio de Janeiro, inclusive nas localizadas nos bairros mais pobres, cuja musicalização vem de ser iniciada em lugares onde normalmente a população não teria acesso à boa música erudita.
O projeto já foi apresentado em trinta bairros do Rio de Janeiro. Desde 2001, passou a incorporar concertos didáticos para as crianças do subúrbio e da Zona Oeste.

### Musica Brasilis
Em 2009, Rosana coordenou também o Circuito BNDES Musica Brasilis: de Bach às Bachianas, apresentando, ao lado de Antonio Meneses e David Chew, 28 concertos em igrejas no Rio, em São Paulo, Recife, Tiradentes e Ouro Preto.

#### PortalMusica Brasilis
Rosana é a idealizadora do portal Musica Brasilis, que disponibiliza partituras, áudio e vídeo de peças musicais de compositores brasileiros, desde o período colonial até a época contemporânea, além de recursos interativos que visam estimular a pesquisa entre as obras disponibilizadas.
O portal faz parte do Projeto Musica Brasilis, que tem o patrocínio do Banco Nacional de Desenvolvimento Econômico e Social (BNDES) e reúne mais de 6.000 obras, incluindo toda a produção de Ernesto Nazareth.

## Discografia
| Ano  | Título                                                      | Gravadora      | Notas                      | Referência |
| ---- | ----------------------------------------------------------- | -------------- | -------------------------- | ---------- |
| 1989 | Rosana Lanzelotte                                           |                | LP                         |            |
| 1995 | J.S. Bach                                                   | Vozes          |                            |            |
| 1998 | O Cravo Brasileiro                                          | Eldorado       |                            |            |
| 2002 | Haydn: Le Sette Ultime Parole del Nostro Redentore in Croce | Paulus Editora |                            |            |
| 2008 | Cavaleiro Neukomm Criador da Música de Câmara no Brasil     | Biscoito Fino  | Vencedor do V Prêmio Bravo |            |
| 2009 | Nazareth                                                    | Biscoito Fino  |                            |            |